# Менгісту Хайле Маріам
Менгісту Хайле Маріам (21 травня 1937 , Galla-Sidamo Governorated, Італійська Східна Африка ) — прокомуністичний військовий і державний діяч Ефіопії, підполковник (1976), перший президент країни. Один з лідерів ефіопської революції, орієнтований на тісну дружбу та співпрацю з КПРС та СРСР.

## Біографія
1974 року очолив Координаційний комітет збройних сил, поліції та територіальної армії — керівний орган революційного руху за ліквідацію феодально-монархічного ладу в Ефіопії. Після ізоляції та вбивства останнього імператора Ефіопії Хайле Селассіє I у вересні 1974 року став першим заступником голови Тимчасової військово-адміністративної ради (Дерг), що до 1987 року виконувала функції колегіального глави держави. У лютому 1977 року був обраний головою Дерг та його керівних органів — Центрального та Постійного комітетів. Був також главою Тимчасового військового уряду (з грудня 1976) і головнокомандувачем збройних сил. Генеральний секретар ЦК Робітничої партії Ефіопії (1984—1991). У 1987—1991 роках президент і голова Державної ради Ефіопії. З 21 травня 1991 року — в еміграції.
Як керівник держави орієнтувався на побудову в Ефіопії соціалізму. Вважається одним із найжорстокіших правителів XX століття (за роки його правління загинули від 200 тис. до 3 млн осіб — останнє число включає також померлих від голоду). Розпад економіки, голод і війна з сепаратистами в Еритреї привели в 1991 році до його повалення, після чого Хайле Маріам емігрував до Зімбабве, де отримав політичний притулок. На батьківщині Вищий суд Ефіопії заочно засудив Менгісту Хайле Маріама до довічного ув'язнення, а потім до смертної кари.